# Stuart Tinney
Stuart Tinney, född den 7 december 1964 i Mundubbera i Australien, är en australisk ryttare.
Han tog OS-guld i lagtävlingen i fälttävlan i samband med de olympiska ridsporttävlingarna 2000 i Sydney.